# San Rafael de Carvajal
Pour les articles homonymes, voir San Rafael.
San Rafael de Carvajal est l'une des vingt municipalités de l'État de Trujillo au Venezuela. Son chef-lieu est Carvajal. En 2011, la population s'élève à 55 409 habitants.

## Géographie

### Subdivisions
La municipalité est divisée en quatre paroisses civiles avec, chacune à sa tête, une capitale (entre parenthèses) :
- Antonio Nicolás Briceño (La Cejita) ;
- Campo Alegre (Campo Alegre) ;
- Carvajal (Carvajal) ;
- José Leonardo Suárez (Las Mesetas).